# 福澤宗道
福澤 宗道（ふくざわ むねみち、1939年 - 2012年9月8日）は、日本の都市工学者、建築家。専門分野は都市計画、広域都市計画、都市・建築設計。
足利工業大学名誉教授で、足利市および佐野市の都市計画審議会委員、足利市建築審査会委員、とちぎ総合研究機構客員研究員などを歴任した。
生前の蔵書を集めた図書館「両毛・足利まちづくり建築文庫(足利建築文庫)」が足利市にある。

## 来歴
熊本県に生まれ、富山県や香川県高松市で育つ。1961年に東京大学工学部建築学科を卒業し、同大学大学院に進む。1963年、東京大学大学院数物系研究科修士課程を修了した。在学中は丹下健三研究室に在籍し上武広域都市開発基本計画や東大･高山研究室の山形市都市開発基本計画に参加し、博士課程を経て、1968年に足利工業大学工学部助教授となる。1986年に教授に就任し、2010年に退任した（以上、足利工業大学編『足利工業大学』）
学外では、都市計画連合アトリエ代表取締役を1976年から務めた。
2012年9月8日、胃癌により死去。最晩年には佐野市で「新庁舎設計を考えるワークショップ」のコーディネーターを務め、死去前月には「新庁舎設計に関するこどもワークショップ」にもコーディネーターとして参加していた。